# Дикий стиль
«Дикий стиль» (англ. Wild Style) — американская музыкальная драма 1983 года режиссёра Чарли Эхерна. Считается первым фильмом о новой зарождающейся хип-хоп-культуре, в котором снялись такие выдающиеся личности, как: граффити-художники Lee Quiñones, Lady Pink, Dondi, ZEPHYR и Daze; диджеи Grandmaster Flash, Grand Wizzard Theodore, D. ST; рэп-исполнители Grandmaster Caz и Cold Crush Bros., The Chief Rocker Busy Bee, Double Trouble, Fantastic Freaks и Rammellzee, а также чемпионы среди би-боев Rock Steady Crew. Музыку к фильму написали Крис Стейн из Blondie и Fab Five Freddy.
«Дикий стиль» был снят в 1981 году, завершён в 1982 году и выпущен в кинотеатрах в 1983 году. Премьера фильма состоялась 18 марта 1983 года в кинотеатре 57th Street Playhouse на 57-й улице Манхэттена в Нью-Йорке в рамках двенадцатого ежегодного кинофестиваля The New Directors/New Films Festival. В 1997 году фильм был выпущен на видеокассетах компанией Rhino Home Video. В 2007 году был издан на DVD к 25-летию. В 2012 году на Blu-ray было выпущено коллекционное издание, посвящённое 30-летию.

## Предыстория
Ранняя версия логотипа фильма Wild Style появилась в 1981 году, когда Чарли Эхерн нанял граффити-художника Донди (Дональд Джозеф Уайт), чтобы разрисовать часть вагона метро с опущенным окном, которая появляется в фильме. Произведение Донди послужило источником вдохновения для анимированной последовательности заголовков, разработанной художником Зефиром (Zephyr) и анимированной Джоуи Альбумом в 1982 году. Фреска фильма Wild Style была нарисована Зефиром (Zephyr), Револьтом (Revolt) и Шарпом (Sharp) в 1983 году. Чарли Эхерн и Fab 5 Freddy начали работу над фильмом в конце 1981 года. Этот подход представлял собой гибрид повествовательного мюзикла и документального фильма, в котором настоящие хип-хоп-пионеры играли самих себя в истории со свободным сценарием, полностью снятой в Южном Бронксе, Нижнем Ист-Сайде и во дворах метро MTA.

## Сюжет
Действие фильма происходит в 1981 году в Нью-Йорке (Южный Бронкс). Сюжет повествует о граффити-художнике по имени Рэймонд, более известном под псевдонимом «Зоро». Основными холстами для его работ служат поезда нью-йоркского метро. У «Зоро» есть девушка по имени Роуз. Она организовала команду граффити-художников, вместе с которыми у себя на районе разрисовывает стены домов большими рисунками. По её мнению такое творчество облагораживает район. Сам «Зоро» не входит в её команду и вообще не изменяет теме метро. «Зоро» начинает замечать, что Роуз всё больше проявляет интерес к другим парням из своей команды, чем к нему. Ещё у «Зоро» есть друг по имени «Фэйд». В прошлом они вместе рисовали граффити в подземках метро, но сейчас их пути разошлись. «Фэйд» стал менеджером небольшого местного клуба, где выступают различные самодеятельные хип-хоп-исполнители.
«Фэйд» ожидает на днях приезда журналистки Вирджинии из одной большой газеты. Она готовит статью про современную уличную культуру. «Фэйд» возлагает большие надежды насчёт этой статьи, ведь тогда о нём и его клубе узнает больше людей. Ещё он очень хочет, чтобы она обязательно поговорила с «Зоро», как с одним из самых известных уличных художников в городе. «Зоро» знакомится с журналисткой, но не испытывает особого восторга насчёт её статьи. Он не хочет попадать на полосы газет и тем более не хочет видеть там свою фотографию. Всё последнее время ему удавалось сохранять своё инкогнито и полиция ещё ни разу не ловила его. Вирджиния отвозит «Фэйда» и «Зоро» на вечеринку на Манхэттен, где проводят время различные влиятельные люди, которые ищут возможность заработать на этой новой зарождающейся уличной культуре. Например, хозяйка вечеринки просит «Зоро» нарисовать для неё граффити, но на холсте, чтобы эту работу можно было повесить на стену, как картину.
Тем временем организаторы одного любительского рэп-фестиваля обращаются к «Фэйду» с просьбой разрисовать им сцену. «Фэйд» даёт это задание «Зоро». Тот планирует нарисовать там большую картину, но его задумка никак не выходит. Ему на помощь приходит Роуз. Она предлагает ему не зацикливаться, как обычно на самом себе, и не рисовать про себя, а посвятить свою картину рэп-исполнителям. У «Зоро» получается украсить сцену и фильм заканчивается музыкальным фестивалем.

## В ролях
- «Ли» Джордж Киньонес — Рэймонд «Зоро»
- Фредерик Брэтуэйт (Fab Five Freddy) — «Фэйд»
- Патти Эстор — Вирджиния
- Сандра Фабара (Леди Пинк) — Роуз «Леди Баг»
- Эндрю Виттен (Zephyr) — «З-Рок»
- Карлос Моралес — Гектор (брат Рэймонда)
- Альфредо Валез — Чико (мальчик с метлой)
- Нива Кислац  — Нива (меценат)
- Билл Райс — телепродюсер
- В эпизодических ролях в фильме появляются различные деятели хип-хоп-культуры: Grand Wizzard Theodore, The Cold Crush Brothers, Rock Steady Crew, Grandmaster Flash, Busy Bee Starski, Grand Mixer DXT, Rammellzee, Zephyr и другие.

## Саундтрек
Крис Стейн из Blondie работал над саундтреком и партитурой к фильму «Дикий стиль». Оригинальный саундтрек 1983 года был выпущен Animal Records. Он состоял из 13 треков, записанных разными исполнителями и вошедших в фильм. Издание 2007 года, посвящённое 25-летию, расширило его до 17 треков, а также содержит бонусный диск с ремиксами, инструментальными композициями и диджейскими инструментами. Редактор сайта AllMusic Лео Стэнли оценил альбом на 4.5 звезды из 5 и описал его как «одну из ключевых записей хип-хопа начала 1980-х».

## Рецензии
Кинокритик Винсент Кэнби написал для The New York Times, что «Дикий стиль» «никогда не обнаруживает кинематографический ритм, который точно отражает, а затем прославляет редкую энергию и остроумие артистов в фильме». Однако он отметил, что «предметы привлекательны, особенно мистер Хинонес, граффити-художник в реальной жизни, и Фредерик Брэтуэйт как очень крутой промоутер артистов».
На сайте Rotten Tomatoes рейтинг свежести фильма 89 % на основе 18 рецензий. В своей рецензии британская газета The Guardian отметила низкое качество постановки фильма, но признала его достоинство в плане передачи атмосферы ранней эпохи хип-хопа, с общим итогом в 4 звезды из 5. Сайт BBC рекомендовал посмотреть фильм из-за легенд хип-хопа задействованных в нём, а так же из-за того, что в фильме показано время до появления гангста-рэпа на западном побережье, когда хип-хоп ещё был небольшой молодёжной культурой из подвалов Нью-Йорка. При этом в рецензии было отмечено полное отсутствие сюжета и профессиональных актёров. По мнению сайта The A.V. Club неуклюжий сюжет полностью перекрывается музыкой, танцами и граффити и назвали фильм «капсулой времени» для тех, кто интересуется культурными корнями хип-хопа.
В 2015 году редактор сайта телеканала VH1, Али Семигран, поместил фильм в список «10 хип-хоп-фильмов, которые стоит посмотреть».

## Историческая ценность и влияние
Сюжет Wild Style довольно расплывчатый, и фильм более примечателен тем, что в нём участвуют несколько выдающихся деятелей ранней хип-хоп-культуры, таких как The Chief Rocker Busy Bee, Fab Five Freddy, Cold Crush Bros. и Grandmaster Flash. На протяжении всего фильма есть сцены, изображающие действия, распространённые в первые дни хип-хопа. К ним относятся эмсиинг, тёрнтейблизм, граффити и би-боинг. Фильм демонстрирует взаимосвязь между музыкой, танцем и искусством в развитии хип-хоп-культуры.
Спустя годы после выхода фильм стал культовым. Высоко оцененные хип-хоп-альбомы использовали семплы из фильма: Illmatic от Nas, Midnight Marauders от A Tribe Called Quest, Black Sunday от Cypress Hill, Resurrection от Common, Big Shots от Charizma, MM..Food от MF Doom, Check Your Head от Beastie Boys, Beat Konducta от Madlib, Jay Stay Paid от J Dilla и Quality Control от Jurassic 5.
В 2007 году премия VH1 Hip Hop Honors отдала дань уважения Wild Style в знак признания его влияния на культуру. Этот фильм также был признан Залом славы рок-н-ролла одним из десяти лучших рок-н-ролльных фильмов всех времён. В 2012 году Wild Style занял первое место в списке Billboard «10 лучших хип-хоп-фильмов всех времён». Фильм был выставлен в рамках ретроспективы искусства 1980-х годов в Музее современного искусства в Чикаго и Институте современного искусства в Бостоне в 2012 году. В 2021 году он был показан в Музее изящных искусств в Бостоне в честь закрытия выставки «Пишем будущее: Баския и хип-хоп-поколение».